# Gävleborgs läns vapen

Gävleborgs läns vapen bygger på Gästriklands och Hälsinglands landskapsvapen. Vapnet fastställdes 1938.
Blasonering: "Kvadrerad sköld, i fält I och IV Gästriklands vapen, fält II och III Hälsinglands."

Gästriklands landskapsvapen
Hälsinglands landskapsvapen

## Källhänvisning
1. ↑  Riksarkivet Heraldiskt register/Län